# Streichquintett (Schubert)

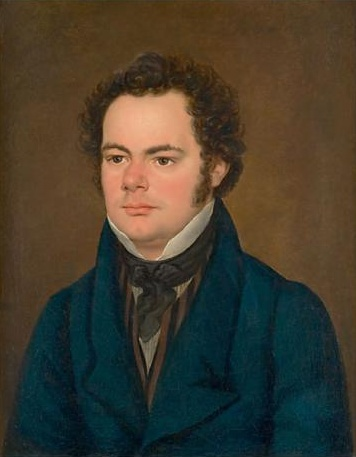
Franz Schubert (1797–1828) im Jahr 1827 (Öl auf Leinwand), Gemälde von Anton Depauly

Das Streichquintett C-Dur op. post. 163, D 956, ist ein kammermusikalisches Spätwerk von Franz Schubert in vier Sätzen. Es ist besetzt mit zwei Violinen, einer Viola und zwei Violoncelli. Das Streichquintett wurde vermutlich im September 1828 komponiert, zwei Monate vor Schuberts Tod. Es wurde zu seinen Lebzeiten nicht mehr aufgeführt und erst 1853 gedruckt. Das Autograph gilt als verschollen.

## Aufbau
1. Allegro ma non troppo
2. Adagio
3. Scherzo. Presto – Trio. Andante sostenuto
4. Allegretto

Ähnlich wie in anderen Spätwerken Schuberts, wie beispielsweise seiner Großen C-Dur-Sinfonie und der letzten seiner  Klaviersonaten D 958, D 959 und D 960 (-> Klaviersonaten Nr. 19 bis 21 (Schubert)), ist der erste Satz von außergewöhnlicher Länge. Er verwendet die Sonatensatzform und nimmt mehr als ein Drittel der Spieldauer der gesamten Komposition (~ 50 Minuten) in Anspruch.
Besondere Bekanntheit hat der zweite Satz erlangt, der in einer dreiteiligen Liedform A – B – A gehalten ist. Der Anfangs- und der Endteil in E-Dur sind von einer großen Ruhe und stehen in starkem Kontrast zum stürmisch-turbulenten Mittelteil in f-Moll. Dieser Satz, mit seinem elegischen Charakter, dient in einigen Filmen als Hintergrundmusik. Als Beispiele seien die Schubert-Biographie Mit meinen heißen Tränen, Wohin und zurück (Axel Corti), Die Wannseekonferenz, Der menschliche Makel und The Limits of Control genannt.
Das lebhafte Scherzo kehrt zunächst nach C-Dur zurück, bis ein nachdenklich-elegisches, tonartlich schwer festzulegendes Trio folgt. Der Schlusssatz ist ein feuriges Rondo mit deutlichen Einflüssen der ungarischen Tanzmusik.

## Zitat
Joachim Kaiser sagt über das Werk: „Vor Franz Schuberts Streichquintett in C-Dur verneigen sich alle Menschen, denen Musik, Kammermusik gar, etwas bedeutet, glücklich bewundernd – oder sie schwärmen. Das Werk nimmt einen singulären Platz in Schuberts Schaffen, ja gar in der Musikliteratur ein. Es ist rätselhaft, und es ist vollendet … Mit Worten kann kein Mensch das tönende Mysterium dieses Werkes völlig enträtseln oder auf Begriffe bringen.“

## Aufnahmen
- Die von Joachim Kaiser für seine Beispiele benutzte Aufnahme des Bayerischen Rundfunks mit dem Koeckert-Quartett und Walter Nothas, 2. Violoncello, ist nie im Gesamten als CD erschienen.
- Strub-Quartett, Hans Schrader (1941). meloclassic 2014
- Festival in Prades 1952: Isaac Stern, Alexander Schneider, Milton Katims, Paul Tortelier, Pablo Casals. CBS Masterworks 44853; Vertrieb Sony
- Weller Quartett, Dietfried Gürtler (1970), Decca
- Melos-Quartett, Mstislav Rostropowitsch (1978). Deutsche Grammophon
- Alban Berg Quartett, Heinrich Schiff (1982). EMI Classics
- The Lindsay String Quartet mit Douglas Cummings (1985). ASV
- Juilliard Quartett und Bernard Greenhouse (1988). CBS
- Vera Beths, Lisa Rautenberg, Steven Dann, Kenneth Slowik, Anner Bylsma (1990) auf Stradivari-Instrumenten der Smithonian Institution Washington. Sony.
- Brandis Quartett und Natalia Gutman (1992). IPPNW-Concerts
- Emerson-Quartett, Mstislav Rostropowitsch (1992). Deutsche Grammophon
- Orpheus Quartett, Pieter Wispelwey (1994). Channel Classics
- Borodin-Quartett, Misha Milman (1995). Teldec
- Leipziger Streichquartett, Michael Sanderling ([P]1996). MDG
- Nomos-Quartett, Klaus Kämper (2000). Amphion.
- Auryn Quartett, Christian Poltéra (2002). Tacet
- Artemis Quartett, Truls Mørk (2008). Virgin classics
- Belcea Quartet, Valentin Erben (2009). EMI Classics
- Tokyo String Quartet, David Watkin (2011). Harmonia Mundi
- Arcanto-Quartet, Olivier Marron (2012). HMF (Harmonia Mundi France)[2]
- Kuss Quartett, Miklós Perényi (2013). ONYX
- Quatuor Ébène, Gautier Capuçon (2016). ERATO

## Querverweis
Etwa gleichzeitig entstand auch das letzte  Werk des Komponisten, die zusammengehörigen drei Klaviersonaten Nr. 19 bis 21 (D 958-960). Im Artikel zu diesen Werken finden sich auch Informationen und Anmerkungen zu den letzten Monaten vor Schuberts Tod.